# Sistema músculoaponeurótico superficial
El sistema músculoaponeurótico superficial (SMAS) es una capa fribomuscular continua cubierta de tejido adiposo y de piel, que interconecta los músculos de la cara, del tercio medio facial y del cuello. Está constituido por una fascia que conecta y distribuye la acción de la musculatura mímica facial. Actúa como una red para distribuir la contracción de la musculatura facial a la piel.

## Anatomía
El sistema músculoaponeurótico superficial proporciona un marco conceptual para comprender mejor las capas fasciales y la localización de las estructuras neurovasculares importantes. A nivel frontal está formado por la galea y los músculos frontal y piramidal (y los músculos auriculares); a nivel temporal, por la extensión de la galea (fascia pretemporal); anteriormente por el músculo orbicular; más caudalmente por la fascia superficial de la cara. Esta capa llega hasta debajo de la oreja y se prolonga por el músculo platisma que está en el cuello.
Dentro del plano llamado SMAS se encuentran los siguientes músculos:
1. Platisma
2. Risorio (en caso de encontrarse)
3. Orbicular de la boca
4. Cigomático mayor
5. Orbicular de los ojos
6. Frontal
7. Músculos propios de la nariz
8. Músculos extrínsecos del pabellón auricular

La existencia de estos músculos permite dividir al SMAS en dos porciones: Una medial, predominantemente muscular, cuyo límite lateral es un plano que pasa por el borde lateral del orbicular de los ojos y que tiene solo una pequeña porción de fascia entre el borde superior del platisma y el borde inferior del orbicular; una lateral músculo facial que se encuentra formada en su mitad inferior por el músculo platisma y en su mitad superior por fascia.
Esto le proporciona una guía al cirujano para realizar la disección y movilización del tejido por los planos adecuados, protegiendo las estructuras vitales. Protege a los nervios y las arterias vitales que discurren bajo el SMAS y, bajo este plano, se encuentra la fascia profunda. Ésta, según la zona anatómica, cubre el hueso, el cartílago, los músculos de la masticación o las vísceras (periostio, pericondrio, fascia del temporal y fascia parótido- masetérica). En ocasiones estos dos planos (el SMAS y la fascia profunda) están fusionados como en la parótida y en el borde anterior del masetero.

## Nomenclatura
Las estructuras subyacentes a la piel de las regiones facial, a pesar de su importancia, desde el punto de vista anatómico, funcional y quirúrgico, no fueron sistematizados sino hasta 1975 cuando el sistema músculoaponeurótico superficial (SMAS) fue descrito por primera vez por Mitz y  Peyrone. Ellos lo definen como un plano que divide el panículo adiposo en dos, uno superficial y otro profundo, y que se encuentra en la región parotídea, en la región cigomática, en la región frontal y en el cuello anterior. Si bien otros autores han encontrado diferencias con esa definición, se han mantenido las bases de sus descripciones por más que estas presentan de alguna manera discrepancias con la terminología anatómica.